# Succede
Succede è un film italiano del 2018 diretto da Francesca Mazzoleni e tratto dall'omonimo romanzo di Sofia Viscardi.

## Trama
La sedicenne Margherita, detta Meg, è una ragazza insicura che vive nel suo mondo che condivide solo con i suoi due amici Olimpia e Tommaso. Margherita deve affrontare esperienze quali l'amicizia tradita, l'amore che diventa sempre più complesso, ma soprattutto deve affrontare se stessa, e la fiducia nei confronti del mondo, nel lungo viaggio dell'adolescenza.

## Produzione
Le riprese del film sono iniziate il 16 ottobre 2017.

## Promozione
Il primo trailer del film è stato distribuito il 27 febbraio 2018.

## Distribuzione
Il film è stato distribuito nelle sale cinematografiche italiane dal 5 aprile 2018.
Nell'ottobre 2018 è stato proiettato allo Schlingel Film Festival in Germania. Nel giugno 2019 è stato proiettato allo Shanghai International Film Festival a Shanghai.